# 莱州府
莱州府，明朝时设置的府。

莱州府在山东省的位置（1820年）

明朝洪武九年（1376年）升莱州置，郭县驻掖县（今山东省莱州市）。辖境府附郭县掖县、平度州和胶州（今胶州市、青岛市黄岛区）。平度州管辖昌邑县和潍县，胶州管辖高密县和即墨县。清朝初年，相沿明制。光绪三十一年（1905年），高密县属胶州。1913年废。

## 延伸阅读
[在维基数据编辑]
 《欽定古今圖書集成·方輿彙編·職方典·萊州府部》，出自陈梦雷《古今圖書集成》